# Delicious Orie
Delicious Orie (Moscú, 31 de mayo de 1997) es un deportista británico que compite por Inglaterra en boxeo.
En los Juegos Europeos de Cracovia 2023 consiguió una medalla de oro en la categoría de +92 kg. Ganó una medalla de bronce en el Campeonato Europeo de Boxeo Aficionado de 2022,.
Nació en Moscú y es hijo de padre nigeriano, pero vive en el Reino Unido desde los siete años. Estudia el grado de Economía y Gestión en la Universidad de Aston.

## Palmarés internacional
| Representando al Reino Unido |                     |                   |           |
| Juegos Europeos              |                     |                   |           |
| Año                          | Lugar               | Medalla           | Categoría |
| 2023                         | Nowy Targ (Polonia) | Medalla de oro    | +92 kg    |
| Representando a Inglaterra   |                     |                   |           |
| Campeonato Europeo           |                     |                   |           |
| Año                          | Lugar               | Medalla           | Categoría |
| 2022                         | Ereván (Armenia)    | Medalla de bronce | +92 kg    |